# Stephen Fearing

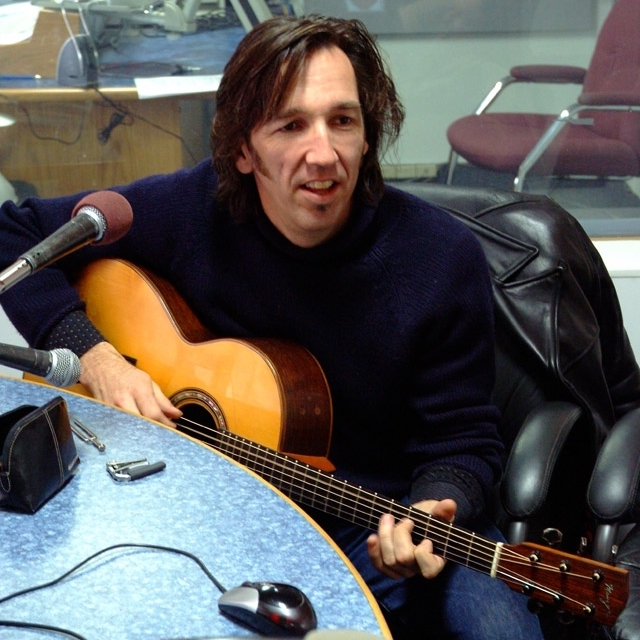
Stephen Fearing (2007)

Stephen Fearing (* 1963 in Vancouver, British Columbia) ist ein kanadischer Songwriter, Sänger und Gitarrist.
Fearing wuchs in Dublin auf. 1981 kehrt er nach Kanada zurück. Mitte der 1980er Jahre begann er mit Clubtours durch Kanada. Fearing ist einer der Mitbegründer der kanadischen Band Blackie And The Rodeo Kings (1996).

## Diskografie
- 1991 – Out To Sea
- 1991 – Blue Line
- 1993 – The Assassin’s Apprentice
- 1997 – Industrial Lullaby
- 2000 – So Many Miles
- 2002 – That’s How I Walk